# Eastport (Maine)
Pour les articles homonymes, voir Eastport.
Eastport est une petite ville (entièrement constituée d'îles) localisée dans le Comté de Washington, Maine, aux États-Unis. Elle est frontalière du Canada (province du Nouveau-Brunswick). La population était recensée à 1 331 lors du recensement de 2010. L'île principale est Moose Island qui est relié au continent  (Pleasant Point) par une chaussée et se situe entre la baie de Cobscook et celle de Passamaquoddy.

## Démographie
| Groupe            | Eastport | Maine | États-Unis |
| ----------------- | -------- | ----- | ---------- |
| Blancs            | 92,0     | 95,2  | 72,4       |
| Amérindiens       | 3,6      | 0,7   | 0,9        |
| Métis             | 2,7      | 1,6   | 2,9        |
| Afro-Américains   | 0,8      | 1,2   | 12,6       |
| Asiatiques        | 0,5      | 1,0   | 4,8        |
| Autres            | 0,5      | 0,4   | 6,4        |
| Total             | 100      | 100   | 100        |
|                   |          |       |            |
| Latino-Américains | 0,9      | 1,3   | 16,7       |

Selon l’American Community Survey, pour la période 2011-2015, 96,35 % de la population âgée de plus de 5 ans déclare parler l'anglais à la maison, 1,52 % déclare parler le malécite-passamaquoddy, 1,07 % le français et 1,07 % une autre langue.